# عملية طيور
عملية الطيور (بالعبرية: ציפורים) تُشير إلى استعادة فريق الشاباك والموساد لتسجيلات من قمة القادة العرب عام 1965 في الدار البيضاء بالمغرب، حيث قدم الملك الحسن الثاني التسجيلات للإسرائيليين حسب تصريحات شلومو غازيت رئيس شعبة الاستخبارات العسكرية الإسرائيلية (1974–1978).

## السياق
في 13 سبتمبر 1965، عقدت القمة العربية السرية في الدار البيضاء بالمغرب. كان هذا هو الاجتماع الثالث لمجلس رؤساء الدول الأعضاء في جامعة الدول العربية. جاء القادة العرب مع قادة مخابراتهم وجيشهم لمناقشة الحرب ضد إسرائيل، وفي هذه الحالة لتقرير إمكانية إنشاء قيادة عربية مشتركة لمثل هذا الصراع، لذلك تحدث القادة العسكريون بصراحة عن قدراتهم.

## تنفيذ عملية
في البداية، سمح الحسن الثاني لفريق مشترك من المخابرات الإسرائيلية الداخلية والخارجية، الشاباك والموساد، المعروف باسم " طيور لشغل طابق كامل في الفندق الفاخر بالدار البيضاء حيث كان المؤتمر العربي ينعقد. وخوفًا من ملاحظة العملاء من قبل الأجهزة الأمنية للضيوف العرب، طلب الملك الحسن الثاني منهم المغادرة قبل يوم من بداية المؤتمر قبل أن يطلب من أجهزته المخابراتية جمع التسجيلات وتسليمها للإسرائيليين. ووصف مئير عميت رئيس الموساد في ذلك الوقت العملية المغربية بأنها " أحد أمجاد المخابرات الإسرائيلية العليا "في مذكرة إلى ليفي إشكول، رئيس الوزراء آنذاك.

## العواقب
أظهرت هذه التسجيلات أن الدول العربية كانت تتجه من جهة نحو صراع مع إسرائيل. من ناحية أخرى، لم تكن هناك وحدة عربية حول جبهة موحدة ضد إسرائيل. بفضل التسجيلات، علمت إسرائيل أن الدول العربية لم تكن مستعدة للحرب «خلصنا إلى أن سلاح المدرعات المصري كان في حالة يرثى لها وغير جاهز للقتال». سمحت هذه المعلومات لإسرائيل بالضرب أولاً في 5 يونيو 1967. خلال هذه الحرب، التي سميت بحرب الأيام الستة، هزمت إسرائيل جيوش مصر وسوريا والأردن والعراق فقتلت 21500 جندي وجرحت أكثر من 45000. العواقب الجيوسياسية كانت كبيرة مع احتلال إسرائيل لسيناء ومرتفعات الجولان والضفة الغربية وقطاع غزة والقدس الشرقية. وهذه الهزيمة هي أيضاً هزيمة القومية العربية والحركة العلمانية في الدول العربية لصالح الحركات الدينية.